# 実況パワフルプロ野球13
『実況パワフルプロ野球13』（じっきょうパワフルプロやきゅう13）は、2006年7月13日にコナミデジタルエンタテインメントから発売されたPS2用ゲームソフト。ジャンルはスポーツゲーム。実況パワフルプロ野球シリーズの13作目にあたる。約5作振りにPS2単独発売となった。
パワプロ13の選手データは『実況パワフルプロ野球ポータブル2』（2007年4月5日発売）にパスワードで移行可能（一部ポタカカードになる為、一部のパスワードに不具合がある。また、13決定版のデータはパスワードおよびUSB接続で移行可能）。

## 概要
- 対戦
  - プロ野球12チームまたは自分で作成したアレンジチームから1チームずつ選び、対戦する（1P対2P、1P対COM）。
- サクセス
- ペナント
  - これまでは最長10年だったが、今作から最長20年になった。
- マイライフ
  - 通常のマイライフの他に、3つのモードが登場。
  - プレイングマネージャー編

プレイングマネージャーとして優勝を目指す。1年限りのプレイで、優勝の可能性が消滅しても終了。
  - 優勝請負人編

他球団から入団した助っ人として優勝を目指す。これも1年限り。
  - 憧れ現役選手編

実在する、好きなプロ野球選手1人になりきってプレイ。プレイングマネージャーの古田敦也を選んだ場合、監督采配もする事になる。こちらは複数年プレイ可能。
- ホームラン競争
- パワプロ通信

### 前作からの変更点
- 「シナリオモード」の廃止。
- キャッチャーウィンドウを廃止（ただし決定版ではキャッチャーウィンドウの有無が選択可）。そのため、変化球の配置が前作までとは左右逆になり、ボールの配球はストライクゾーンで行なう（プロ野球スピリッツのノーマル視点のようなもの）。これによりストレートの体感速度が遅くなった。
- 打球が前作より飛びにくくなった。

### 本作への批判
本作は、良くも悪くも革命的なほどにシステム変更があったため、その変更に対する批判、不満が非常に多い。特にストレートの球速に対する体感スピード・変化球の弱体化などによって、非常にすぐれたピッチャーであっても三振を取ることが至難の業となってしまった。
これにより、それまで投高打低の傾向にあったシリーズ作に比べ、極端にバッター有利な作品となっている。プロデューサーの谷渕弘は、このゲームバランス調整については、シリーズ初心者でも楽しめるように、打つ楽しみを実感してもらうためと説明している。

### 実況
- アナウンサー：河路直樹（フリー）
- ウグイス嬢：吉川朋江（セイ）
- DJ：中野耕史（フリーDJ）

### 主題歌
- OPテーマ『ONE』歌：岡めぐみ
  - 作詞：岡めぐみ 作・編曲：広野智章（コナミ）
- EDテーマ『虹を見たかい?』歌：sana
  - 作詞：sana 作・編曲：広野智章（コナミ）
- アニメーション製作
  - Gクリエイターズ
- 登場選手（一部監督）今作は一球団から複数人数登場している。
  - 広島…黒田博樹、新井貴浩
  - ヤクルト…古田敦也、青木宣親
  - 巨人…原辰徳(背番号)、小久保裕紀、高橋由伸、上原浩治
  - 横浜…三浦大輔
  - 中日…荒木雅博、井端弘和
  - 阪神…ジェフ・ウィリアムス（J）、藤川球児（F）、久保田智之（K）
  - 楽天…一場靖弘
  - 日ハム…小笠原道大
  - オリックス…清原和博
  - 西武…松坂大輔
  - ソフトバンク…斉藤和巳
  - ロッテ…渡辺俊介

## サクセスモード
オリジナル選手育成モード。今回は高校野球編（サブタイトルは「キミよあつくなれ」）で、高校3年間を通して甲子園優勝を目指し、最終的にプロ入りを果たすのが目標。プレイできる高校は最初はパワフル高校しか選択できないが、クリアするごとに帝王実業高校、聖タチバナ学園高校、灰凶高校がプレイ可能となる。なお、今回は都道府県（厳密には49地域）を選択可能だが、物語の本筋に大きな影響はない。
新システムとして「気合システム」が導入され、気合ゲージを消費する「バーニング練習」によって通常の練習よりも多くの経験点を獲得できる他、イベントでも消費した気合ゲージの量によって結果が左右するものが存在する。
友沢・橘などの第二世代の高校時代を描く『10』の前の話。猪狩・早川の高卒プロ生活（或いは大学）2～4年目に相当（『10』『2010』の一年目は本作3年目。『2012』は本作2～3年目）。また、続く『14』『15』でメインキャラを務めた東條・猛田・六道も一学年遅れて登場していた。
決定版では新たなシナリオとしてライバル校の選手達がチームメイトとして勢揃いする「世界高校野球大会 日本代表編」が追加されている。
- 韓国・メキシコが相手となる初戦・準決勝を突破し、決勝のアメリカに勝利すればクリアとなる。
- 代表メンバーは矢部・友沢・橘・ゴウ・洞・矢倍・清本・聖徳・日比野・松崎・神高・東條・久遠・猛田・六道。
- 日本代表の監督・コーチは神童・猪狩守の2人のみだが、1回クリアするごとにコーチ陣が1人ずつ増える。

### 共通の登場人物
年齢は一年目4月1日時点。とし子、座粉博士、森野木乃葉を除くレギュラーキャラについては実況パワフルプロ野球 サクセスモードを参照。
主人公（パワプロ君）
世界大会編の背番号は6で固定。また、継承選手の背番号も25・35で固定されている。
矢部明雄
主人公の相棒。
とし子
主人公の母親。
加藤理香主人公の高校に転任してきた養護教員。
加藤京子
シリーズ恒例の看護婦。
ダイジョーブ博士
シリーズ恒例のマッドサイエンティスト。
ゲドー君
ダイジョーブ博士の助手。普段は「ギョー」としか喋らない。
座粉博士（ざこなひろし）
ダイジョーブ博士を追う博士。科学者としての才能は皆無である。
影山スカウト
プロのスカウト。
森野木乃葉
フリーのスポーツライターを自称する女性。主人公よりも年上で姉御肌な性格。彼女候補の一人。その正体は抜け忍。彼女にするには「ある物」を持っていないと彼女にすることができない。
姫野カレン
シリーズ恒例の主人公をストーキングする野球ファンの女性。今回は彼女候補ではない。「赤カレン」「黄カレン」など、複数人いる模様。オープニングにも（小さくではあるが）出演している。
ガンダー
よく練習を見に来る犬。グラウンドを掘り起こして（または持っていたアイテム）主人公に（たまにレアな）アイテムをくれる事があるが、主人公のアイテムを持ち逃げする事もしばしば。
神童裕二郎
オリックス→レッドエンジェルス（米レギュラーリーグ）所属の投手。世界大会編代表チーム監督。25歳。本作では橘聖名子との馴れ初めが描かれている。
猪狩守
読売ジャイアンツ→猪狩カイザース所属の投手。世界大会編ヘッドコーチ。19歳。
早川あおい
千葉ロッテマリーンズ→キャットハンズ所属の女性投手。世界大会編コーチ（条件はクリア回数1回）。19歳。
阿畑やすし
中日ドラゴンズ→極亜久やんきーズ所属の投手。世界大会編コーチ（条件はクリア回数2回）。20歳。
猪狩進
オリックス→猪狩カイザース所属の捕手。世界大会編コーチ（条件はクリア回数3回）。18歳。

### パワフル高校
弱小高校で、同じ地域にある帝王実業高校に勝利する事が目標。大会は従来の試合ではなく、オーバーヒートゲームと呼ばれる、コマンド選択と気合システムを駆使した形式で進んでいく。
松田 進一
投手。主人公と同学年。直情的な性格で直球に対して強い拘りを持つ速球派の投手。
養老 孝
捕手。主人公が1年時のキャプテン。人当たりのいい性格で人望が厚いが老け顔で親父臭い事を気にしている。捕手でありながら投手としてもそこそこの能力を持つ。なお、帝王実業編にも「帝王」として登場する。
握里 まさお
一塁手。主人公の1年先輩。食いしん坊でおにぎりと水が欠かせない。アンコ型の体格とは裏腹に機敏な守備が持ち味。
東條 小次郎
三塁手。主人公の1年後輩。普段は読書好きの物静かであるが、帽子を被ると人格が変わったように雰囲気が一変し、目付きが鋭くなり非常にクールな性格になる。細身の体格からは想像がつかないパワーヒッターで、松田の速球を完璧に捉える実力を誇る。また守備能力も一流。帝王実業の猛田とは知り合い。代表編では一塁手もこなす。
座子川
外野手。主人公と同学年。不良少年。甲子園で優勝すると、女にモテたい一心で入部する。俊足が持ち味。前作の座子川との関係性は不明。
小枝 豆太郎
投手・一塁手・外野手。主人公の2年後輩。生意気な言動だが強者には簡単に従う要領のいい性格。小器用で様々なポジションをこなせる。聖タチバナ学園編でも登場（この場合、六道聖に教育される。）。
稲垣 大介
監督。名前の由来は板垣退助から。
藤乃 なつき
マネージャー。主人公と同学年。気立てのいい性格。彼女候補の一人。他校編では主人公の中学時代の同級生として登場する。

### 帝王実業高校
男子校で地域内屈指の強豪校。完全実力制を敷いており、部内最強の男が「帝王」として野球部を纏める。2軍からスタートし、実技試験によって1軍ベンチ入り、1軍レギュラーへと昇格し、レギュラークラスになると一定条件で「帝王勝負」に挑む事ができ、帝王に勝利すると新たな帝王となる事ができる。名門ということもあって世界大会編でも最多の（固定キャラクター）代表3人が選出されている。

友沢亮
投手→遊撃手。主人公と同学年。主人公のライバル。天才的な野球センスを持ち、投手ではあるが打撃能力も一流で、1年からスタメンに選ばれる。スライダーのキレはプロレベル。蛇島の指示により肘を酷使した事によって、肘を壊す（本人曰く蛇島の陰謀には気づいていた）。投手としての能力は高めだが高確率で打ち込まれる。元から野手としての才能もかなりのものであったため、野手転向後は走攻守全てにおいて抜け目のない遊撃手となり、クリーンナップを担う。詳細は実況パワフルプロ野球 サクセスモードを参照。今回の彼はトレードマーク的なサングラスを着用していないが、そのサングラスにまつわるエピソードが用意されている。
蛇島 桐人
二塁手。主人公の1年先輩。走攻守三拍子揃ったオールラウンドプレイヤーでプロからも声がかかっている。表面上はよき先輩を装っているが、本性は狡猾で嫉妬深い性格。友沢との勝負に敗れた事によって憎悪を抱き、友沢にスライダーを投げ続けるように指示し肘を壊す原因を作る。
久遠 ヒカル
投手。主人公の1年後輩。『パワプロ11』から再び登場。生真面目な性格。友沢に憧れており、決め球のスライダーを受け継ぐ。しかし自分との勝負の前に遊撃手に転向した友沢に対し、友沢も事情を語らなかったために勝負から逃げたと思い込み怒りを抱く。
猛田 慶次
外野手。主人公の1年後輩。追い込まれた時の勝負強さがある。パワフル高校の東條とは中学の同級生。豪快な性格で絵に描いたような野球バカ。実家は工務店で会社名がプリントされた手ぬぐいを頭に巻いている。バッティングフォームは（当時）西武ライオンズのアレックス・カブレラと同じ。特に突出した能力を持っているわけでもなく、代表編では東條・六道・久遠らのレベルの高さに弱気な一面を見せることも。
犬河 和音
投手。主人公の2年後輩。パワプロ11から再び登場。久遠同様、生真面目な性格。球速は遅いが、抜群のコントロールと多彩な変化球が武器。バッテリーを組む猫神とは正反対の性格ながらもいいコンビぶりを発揮している。
猫神 優
捕手。主人公の2年後輩。パワプロ11から再び登場。俊足堅守で大胆なリードが持ち味。人懐っこい性格で犬河には迷惑がられている。
守木 独斎
監督。厳格な性格で野球部の絶対的権力を握っているが、内面では友沢のバイトに行くための仮病を黙認したり猛田のここ一番での強さに賭けて一軍に残すなど選手たちを思いやる気持ちも強い。友沢の肘の酷使にいち早く気が付いた一人である。
丸太 刀矢
マネージャー。主人公と同学年。2軍監督を兼務し現場を仕切っている。常にフードを被った不気味な男。
『パワプロ5』の冬野枯男以来である、高校野球の舞台にしたサクセスの男性マネージャーである。
月備 十三
1軍専属トレーナー。レギュラーに昇格すると主人公の担当となる。感情を表に出さないが、根は優しく、何かと気がきく。ただしレギュラー落ちするとあっさりと見限る。
門楼 マリ
帝王の専属トレーナーを務めるセクシーな女性。彼女にはならない。帝王でいる間は色っぽく尽くしてくれるが帝王の座から陥落すると何の未練も見せずにあっさり新帝王に乗り換えられてしまう。モデルはマリリン・モンロー。

### 聖タチバナ学園高校
生徒会が教師以上の絶対的な権力を持つ高校。部員3人の野球部からスタートし、生徒会との交渉を活用して部員、練習設備、部費の拡充やコーチの招聘、合宿や練習試合の開催を行い、甲子園優勝を目指す。
太鼓 望
投手。主人公の1年先輩で、主人公と矢部が入部するまでは唯一の部員だった。ぷにぷにフェチで「究極のぷにぷに」を追求している。元ネタは太公望。
橘みずき
女性投手。主人公と同学年。学園理事長の孫娘で生徒会長として学園の権限を握っている。ある事情で野球を禁止されている。またシリーズ毎に少しずつ能力が上がっている。詳細は実況パワフルプロ野球 サクセスモードを参照。
宇津 久志
投手。主人公と同学年。生徒会書記。ナルシストでミュージシャン志望だが、声が小さいという弱点を克服するため中学時代にみずきに誘われ野球を始める。名前の元ネタは「美しい」。
原 啓太
二塁手。主人公と同学年。生徒会会計。関西弁で話す。弁護士志望。中学時代、体が小さい事にコンプレックスを持っていたがみずきの誘いで野球を始めた事によって克服する。元ネタは某関西系少女マンガのキャラクター。
大京 均
外野手・一塁手。主人公と同学年。生徒会副会長。筋肉質。冷静な性格だが、何よりもトレーニングとプロテインが好き。中学時代は太っていたがみずきの誘いで野球を始め、マッチョになる。元ネタは大胸筋。
六道聖
女性捕手。一塁も守れる。主人公の1年後輩。中学生の時、優れたリードがみずきの目に止まり、特待生待遇で学園に迎え入れられる。中学時代にバッテリーを組んでいたチームメイトの姿を主人公に重ねている。冷静で凛々しい口調。実家は寺。菜食主義者である反面、かなりの甘党。後輩陣の中では高いミート・守備を誇るが、かなりの非力・鈍足である。
大仙 清
数学教師で野球部顧問。大らかで適当な性格。また自分の考えをころころと変える。
三条院 麗菜
マネージャー。みずきとは幼馴染でライバルで何かと張り合っている。彼女候補の一人。

### 灰凶高校
野球部は東西に分裂して抗争している。主人公と矢部は西野球部の救世主として野球部に招聘される。東野球部四天王の各メンバーとの対決に勝利する事によって、四天王のメンバーが西野球部の仲間に加わり、大会への出場が可能になる。慢性的に水が不足しており、定期的に「水くみ」（300リットルが満タン）を行なわないと、部員が練習にこなくなってしまう。時々、ゴウ軍団に水汲み場を占拠されるイベントが発生し、他の部活から水と引き換えに練習設備のレベルアップ（サッカー部）やアイテム（園芸部及び工芸部）、お金（株部）を入手できる。
実 和男（みわちゃん）
主人公の1年先輩で西野球部のキャプテン。強面な外見とは裏腹にオカマ口調で男色の気がある。苗字は「じつ」と読むはずだが、本人は「みわちゃん」と呼ばないと怒る。また背ネームもMIWA。
ゴウ
投手。主人公と同学年。東野球部のボス。井筒豪一、豪次、豪三、豪司、豪五の5つ子の兄弟が権力を争っており、その勝者が表の世界に立ち「ゴウ」を名乗っている。それぞれ髪の色が異なり、プレイする度にゴウを名乗る人物が変化する。他校編で登場するのは豪一で固定されている。
井筒 哀樹
投手。主人公と同学年。東野球部四天王の一人。ゴウの末弟だが、権力争いには参加しておらず、ゴウに従っている。兄のゴウとはなぜか同学年だが詳細な関係は明らかになっていない。
楽垣 吾助
投手。主人公と同学年。東野球部四天王の一人。校舎に度々落書きしている。常に被っているヘルメットは、幼少期極度の恥ずかしがり屋であったため、母親から与えられた物である。眼鏡の代わりでもある。
怒拳 礼次
捕手・一塁手。東野球部四天王の一人。実家は成功した土建屋だが、超がつくほどの高所恐怖症で跡継ぎには向かないという理由により父から勘当されている。
御宝 金太郎
外野手。東野球部四天王の一人。割れたアゴがトレードマークでアゴを鍛えている。
角 直一
監督。角刈りと四角い顔で、名前の通り角張った風貌をしている。曲がったことが嫌いで、主人公達が降した西野球部のメンバーたちに「喝」を与え、改心させる。また、その性格によりカーブが投げられずプロ入りを断念した経験がある。ゴウとは非常に複雑な関係で繋がっている。
須神 絵久
マネージャー。おしとやかで優しい性格だが、怖い人を相手に一歩も退かないなど芯の強さもあわせ持つ。やや天然の気がある。彼女候補の一人。

### ライバル校選手
田中山 太郎
バス停前高校・投手。弱小校を率いる無個性な投手。
今作では投手適正のみだったが、次回の登場作『パワプロ15』では投手ではなく遊撃手・二塁手として登場したためか、『パワプロ2016』以降作品では遊撃手・二塁手の守備適正が追加された。
聖徳 醍醐
かぶ高校・捕手。金持ちが集まるかぶ高校を率いる平安貴族風の男。パワーに優れている。高校生世界大会代表にも登場。名前の元ネタは聖徳太子と醍醐天皇。
善斗 薫
極亜久高校・投手。リーゼントがトレードマークのエース。『パワプロ15』時に、極亜久商会のエースとして再登場。
南風 太陽
さわやかなみのり高校・外野手。爽快な性格でサーファー風の男。日焼けのためか南風以下、さわやかなみのり高校メンバーの肌の色は全員茶色。
館西 勉
南ナニワ川高校・投手。軟投派で関西弁のエース。『パワプロ10』から再び登場。
雪藤 伸二
雪国高校・外野手。極寒の地で鍛えた身体能力を誇る。野手だがなぜか投手も出来る。
洞 幽助
恐怖高校・外野手。不気味な風貌のアベレージヒッター。雪道と同じで投手も出来るが基本能力は雪道とほとんど変わらない。ただキレ4など特殊能力はこちらのほうが豊富。開幕版と決定版ではポジションが変更されている。代表編ではポジションの都合で左投げであるにもかかわらず二塁を守る（外野はサブポジション）。名前の元ネタはホラーと浦飯幽助。
松崎 トミオ
大漁水産高校・投手。『'98開幕版』からの登場。速球とスローカーブを武器とする。世界編ではなぜかハンカチ王子キャラとなっている。試合中だとハンカチ代わりに左腕に青いリストバンドがついていてスタミナが少ないときに汗をぬぐう動作のときに青いハンカチを使う。前述のアイテムがあればそのサクセス選手も同じ動作を行う。後の『パワプロ2016』ではハンカチ王子キャラを考慮したのか汗拭きに使わず、単にオシャレでハンカチを持つのみだと語っている。
日比野 慎一朗
あかつき大附属高校・投手。『パワプロ11』から再び登場。誠実な性格のエースで、安定したコントロールを中心とする投球を行う。先輩の猪狩守を目標としている。
清本 和重
西強高校・三塁手。パワプロ11から再び登場。歴代サクセスキャラの中でも最強クラスのパワーヒッター。モデルは清原和博。決定版ではポジションが東條と被るため一塁を中心に守る。
偽パワプロ君
西強高校。主人公と同姓同名の別人で、本来灰凶高校の救世主になるはずだった人物。ポジション・能力共に主人公に近いステータスを持つ（道具での能力アップ分は反映されない）。
『パワプロ2018』のパワフェスモードでは隠しチーム「アナザーチャレンジャーズ」のチームキャプテンをしている。また、パワフェスとの別に、アレンジチーム専用のデータも用意された（登録名は「ニセプロ」、ポジションは遊撃手を固定し、ステータスはパワフェス内本人の野手ステータスの下限である）。
矢倍くん
西強高校・外野手。矢部のそっくりさん。本来灰凶高校の救世主になるはずだった人物。矢部よりもやや能力が高い。
『パワプロ2018』のパワフェスモードでは隠しチーム「アナザーチャレンジャーズ」のチームメンバー。
神高 龍
アンドロメダ学園高校・投手。『パワプロ12』から再び登場。圧倒的な実力を誇るアンドロメダのエースで、友沢のスライダーを楽々打ち返すなど野手能力も圧倒的。友沢をある計画に参加させるべく立ちはだかる。『パワプロ8』に登場した神高燐は彼の母親である。

### 日本代表以外での登場キャラクター
ユンスンテ
韓国代表のキャプテンで投手。足を大きく上げるオーバースローから下3方向に落ちる変化球と速球を武器にしている。
ドンデラス
メキシコ代表のキャプテンで一塁手。清本を上回るパワーを持つ4番打者。
ヴィクター・コールドバーグ
アメリカ代表のキャプテンで外野手。パワメジャでも使用する「スナイパーショット」というライフル銃のようにバットを構える特殊なフォーム（パワメジャではヴィクター専用だったが『13』ではオリジナル打法としてサクセス選手も使用可能）からヒットを量産するアベレージヒッター。野球用具、特にバットには並々ならぬこだわりを持つ。
ロディ・ブライト
『実況パワフルメジャーリーグ』から登場した投手。レギュラーリーガーで現在は怪我で休んでいるらしい。
ヤーベン・ディヤンス
パワメジャだけでなく『パワプロ10』にも登場している矢部似のレギュラーリーガー。本作で初めて矢部本人と直接接触しており、やはりマニアである。